# Mathis Spur
Der Mathis Spur ist ein rund 1800 m hoher Felssporn im westantarktischen Queen Elizabeth Land. In der Forrestal Range der Pensacola Mountains ragt er 5 km nördlich des Mount Stephens an der Westflanke des Saratoga Table auf.
Der United States Geological Survey kartierte ihn anhand eigener Vermessungen und Luftaufnahmen der United States Navy aus den Jahren zwischen 1956 und 1966. Das Advisory Committee on Antarctic Names benannte ihn 1968 nach Melvin Mathis, Hospital Corpsman auf der Ellsworth-Station im antarktischen Winter 1957.